# Liste de la fédération de Russie des organisations terroristes et extrémistes
La liste de la fédération de Russie des organisations terroristes et extrémistes, mise à jour au 18 juin 2024, comprend la liste des organisations, nationales et étrangères, désignées comme terroristes selon la loi de la Fédération de Russie,.

## Organisations terroristes
1. Majlis ul-Shura militaire suprême des Forces moudjahidine unies du Caucase (2003)
2. Congrès des peuples d'Ichkérie et du Daguestan (en) (2003)
3. Al-Qaïda (2003)
4. Usbat al-Ansar (2003)
5. Jihad islamique égyptien (2003)
6. al-Jama'a al-Islamiyya (2003)
7. fraternité musulmane (2003)
8. Hizb ut-Tahrir al-Islami (2003)
9. Lashkar-e-Taïba (2003)
10. Jamaat-e-Islami (2003)
11. Talibans (2003)
12. Parti islamique du Turkestan / Mouvement islamique d'Ouzbékistan (2003)
13. Jamiat al-Islah al-Idzhtimai (2003)
14. Société de renouveau du patrimoine islamique (en) (2003)
15. Gardien des Deux Sanctuaires (Al-Haramain Al-Qaida, Arabie Saoudite) (2003)
16. Jund al-Sham (2006)
17. Jihad islamique – Jamaat Mujahideen (2006)
18. Al-Qaïda au Maghreb islamique (2008)
19. Émirat du Caucase (2010)
20. Organisation autonome de lutte contre le terrorisme (2013)
21. Branche de Crimée du Secteur Droit (2014)
22. État islamique d'Irak et du Levant (2014)
23. Front Al-Nosra (2014)
24. Mouvement public de toute la Russie "Les milices populaires nommées d'après K. Minin et D. Pozharsky" (ru) (2015)
25. Adzhr ot Allaha Mubhanu ua Tag'alya Sham (2015)
26. Aum Shinrikyo (2016)
27. Moujahidins de Jama'at al-Tawhid wal-Jihad (2017)
28. Chistopol Jamaat (2017)
29. Rohnamo ba sui Davlati Islomi (2018)
30. Le Réseau (« Сеть ») (en) (2018)
31. Katiba al-Tawhid wal-Jihad (2019)
32. Jamaat de Krasnoïarsk (2019)
33. Hayat Tahrir al-Sham (2020)
34. Artpodgotovka (en) (2020)
35. National Socialism / White Power Crew (2021)
36. Red Plowman Jamaat (2021)
37. Mouvement international de la jeunesse de Columbine (2022)
38. Khotlan Jamaat (2021)
39. Groupe religieux musulman du village de Kushkul, Orenbourg (2022)
40. Bataillon Noman Çelebicihan (2022)
41. Régiment Azov (2022)
42. Parti de la renaissance islamique du Tadjikistan (2022)
43. Autodéfense du peuple (en) (2022)
44. Jama’at de Dubaï (2022)
45. Cellule moscovite de '’EI (2022)
46. Bras armé du bras du Batal Hajji Belkhoroev (2022)
47. Maniacs : le culte du meurtre (ru) (2022)
48. Légion « Liberté de la Russie » (2023)
49. Bataillon Aidar (2023)
50. Corps des volontaires russes (2023)
51. Légion géorgienne[3] (2024)

## Surveillance
Rosfinmonitoring (en) (le service fédéral russe de surveillance financière) tient à jour les listes consultables d'organisations et de personnes, nationales et étrangères, pour lesquelles il dispose d'informations sur leur association avec des activités extrémistes et terroristes,.

## Voir également
- Liste des groupes désignés comme terroristes
- Liste fédérale des documents extrémistes (en)  (ru)
- Organisations considérées comme terroristes par le FSB